# Bootsy Collins
Bootsy Collins, pseudonimo di William Earl Collins (Cincinnati, 26 ottobre 1951), è un cantante e bassista statunitense, noto per le sue collaborazioni con leggende della black music come James Brown e George Clinton e per i suoi significativi contributi all'evoluzione del basso funk.

## Biografia

### Gli inizi
Con Kash Waddy, Philippe Wynne e il fratello Phelps 'Catfish' Collins nel 1968 fondò i Pacesetters. Fino al 1971 suonavano per James Brown, con cui si facevano chiamare The J.B.'s.
Brown licenziò Collins, dopo che questi ebbe in concerto un'allucinazione da LSD. Il giovane Bootsy si scontrò varie volte con il cantante, perché contrario alla disciplina che imponeva alla sua band. Una volta lasciati i Pacesetters, su consiglio della cantante Mallia Franklin, si spostò a Detroit (Parliament).

## P-Funk, Rubber Band
Franklin presentò Bootsy e Catfish a George Clinton, e nel 1972 i due fratelli si unirono ai Funkadelic insieme a Clinton stesso e a Waddy. Bootsy lavorò a molti dei primi album del gruppo, contribuendo anche ai testi. Usava giri di basso duri e molto enfatizzanti il ritmo, e in questo influenzato funk, soul e in parte il primo heavy metal.
Come Clinton, Bootsy usò vari nomi d'arte come "Casper the Funky Ghost" e "Bootzilla, the world's only rhinestone rockstar monster of a doll", come parte di un'identità musicale in evoluzione, e si sentiva un “rocker sempre più alieno e bizzarro”. Grazie al particolare rapporto di amicizia che si era instaurato tra Bootsy e George Clinton, cominciò a esplodere quel funk spaziale da cartone animato perfettamente rappresentato nella musica e nei costumi dei Parliament, e che sfociò nella nascita del movimento P-Funk (termine che veniva generalmente inteso come abbreviazione di Parliament-Funkadelic ma aveva anche il significato di "Pure Funk"). Il P-Funk di Clinton e Collins è stato nel corso degli anni fonte d'ispirazione per moltissimi artisti di tutti i generi musicali, tra i quali si ricordano Prince, Red Hot Chili Peppers, Beastie Boys, Zapp, Roger Troutman, Captain Sky, N.W.A, Snoop Dogg e altri. In quel periodo iniziò anche ad adottare i suoi riff di basso distintivi. Contemporaneamente, Bootsy, Catfish, Waddy, Joel Johnson, Gary 'Mudbone' Cooper, Robert Johnson e The Horny Horns formarono la Bootsy's Rubber Band nel 1976.
La Bootsy's Rubber Band pubblicò quattro album dal 1976 al 1979; nel 1980 escono Ultra Wave (primo album solista pubblicato da Bootsy senza la Rubber Band), e un album omonimo con lo pseudonimo Sweat Band, disco realizzato in collaborazione con lo storico sassofonista dei JB di James Brown, dei Parliament, e degli Horny Horns Maceo Parker con il tastierista Joel "Razorsharp" Johnson. Nel 1982 esce il singolo Body Slam, di nuovo pubblicato sotto il nome di Bootsy's Rubber Band, e l'album The One Giveth, The Count Taketh Away, quest'ultimo accreditato a William "Bootsy" Collins. Nello stesso anno, Bootsy viene citato in giudizio per una causa relativa ai diritti d'uso del nominativo Rubber Band, che, a quanto pare, era stato già usato da un altro gruppo musicale negli anni sessanta. Inaspettatamente Bootsy perse la causa, e si ritrovò pesantemente indebitato con la Warner Bros., sua casa discografica; Bootsy fu costretto a sciogliere il contratto che lo legava alla WBR, e a rimanere fermo fino al 1988 prima di poter siglare un nuovo contratto discografico con la CBS e pubblicare il suo nuovo album What's Bootsy Doin'?. Durante il lungo periodo di inattività discografica, Bootsy nel 1984 collaborò con Jerry Harrison dei Talking Heads a un progetto intitolato Bonzo Goes To Washington, dal quale viene distribuito il singolo Five Minutes, brano che campiona un discorso di Ronald Reagan e per il quale Bootsy si occupa della produzione. Nel 1986 ha collaborato con George Clinton alla realizzazione del suo album R&B Skeletons In The Closet, disco in cui suona il basso, canta ed è coautore di alcune canzoni.

## Gli anni recenti

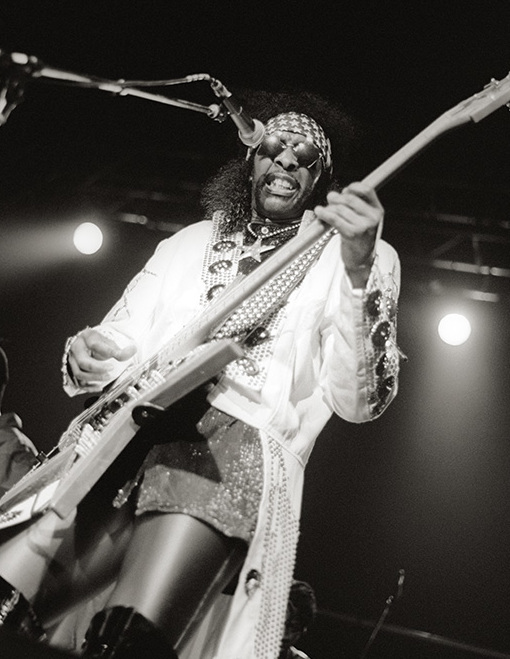
Bootsy Collins nel 1998

Nel 1990 esce per la 4th & Broadway l'EP Jungle Bass, disco nuovamente accreditato alla Bootsy's Rubber Band. Nello stesso anno, Bootsy collabora con il trio di house music Deee-Lite per il loro singolo Groove Is in the Heart, aggiungendovi giri di basso e parti vocali. Apparve anche nel relativo video, mentre la Bootsy's Rubber Band accompagnò in tour il gruppo. Nel 1992 inizia a partecipare come bassista insieme al chitarrista Brian Patrick "Buckethead" Carroll (divenuto in seguito suo stretto collaboratore), al batterista dei Primus Brain (Bryan Mantia) e al tastierista dei Parliament Bernie Worrell al combo Praxis, progetto di musica sperimentale ideato già nel 1984 dal produttore Bill Laswell in cui viene proposto un crossover di vari generi musicali, tra i quali metal, hard rock, funk, dance e musica elettronica; Bootsy comparirà negli album Mutatis Mutandis del 1992 e Sacrifist del 1993 della band. Nel 1994 esce l'album Blasters of The Universe, seguito nel 1995 dall'album dal vivo Keepin' Dah Funk Alive 4-1995, entrambi pubblicati come Bootsy's New Rubber Band. Inoltre nello stesso periodo pubblica anche un album con lo pseudonimo Zillatron intitolato Lord of The Harvest, un progetto da cui nasce un insolito (per Bootsy) disco di musica elettro-dance e techno tipica degli anni novanta, e partecipa all'album Funkcronomicon degli Axiom Funk, altro progetto di musica sperimentale creato da Bill Laswell. Nel 1997 firma dopo 15 anni un nuovo contratto con la Warner Bros., etichetta per la quale pubblica nello stesso anno l'album Fresh Outta 'P' University, e nel 2002 Play With Bootsy. Nell'intermezzo tra i due dischi, nel 1999 esce Live In Louisville 1978, disco live che riprende un concerto tenuto dalla Bootsy's Rubber Band nella città del Kentucky il 15 marzo 1978; nel 2001 esce un altro album live della Bootsy's Rubber Band Live In Oklahoma 1978, e la Rhino, una sussidiaria della Warner, fa uscire Glory B Da Funk's On Me - The Bootsy Collins Anthology, un album raccolta dei brani pubblicati nel suo primo periodo con la WBR. Nel 2006 esce il DVD Live in Concert 1998, che riprende lo show tenuto da Bootsy con la Rubber Band in quell'anno al North Sea Jazz Festival nei Paesi Bassi. Nello stesso anno esce anche Christmas Is 4 Ever, un'opera in omaggio al Natale. Nel 2008 pubblica l'album The Official Boot-Legged-Bootsy-Cd, un disco autoprodotto contenente remix di alcune sue precedenti canzoni. Nel 2011 esce il suo nuovo album Tha Funk Capital of The World, a cui fa seguito nel 2017 World Wide Funk, entrambi pubblicati per la Mascot Label. All'inizio del 2019, con una dichiarazione ufficiale apparsa sulla sua pagina Facebook, Bootsy Collins, ormai sessantasettenne, ha comunicato il suo ritiro dalle scene (più o meno come aveva fatto George Clinton l'anno precedente), soprattutto a causa di problemi di salute dovuti a una lesione interna alle sue orecchie e a disturbi alla sua mano destra: d'ora in poi non effettuerà più tour ed esibizioni dal vivo, ma si limiterà a operare in studio, basando i suoi lavori principalmente sulla promozione di nuovi artisti dediti allo sviluppo della musica e assicurando che comunque continuerà a comporre a canzoni. Il 28 giugno 2019, tramite la sua personale etichetta discografica Bootzilla Records, viene pubblicato l'album Bootzilla Records volume 1, un EP di 5 canzoni che contiene brani inediti incisi da Bootsy negli anni passati insieme a pezzi di nuova produzione. Inoltre, è stata anche annunciata la pubblicazione di un album contenente il materiale discografico inciso dagli House Guests, la band che Bootsy e suo fratello Phelps "Catfish" Collins avevano formato a Cincinnati nel 1971 dopo la loro dipartita dalla band di James Brown e tramite la quale Bootsy e Catfish erano entrati in contatto con i Funkadelic di George Clinton, e che darà successivamente origine alla Bootsy's Rubber Band.
L'ultimo lavoro originale di Bootsy Collins inciso pochi mesi prima del ritiro dalle scene live, uscito il 27 novembre 2018, è il brano Nobody’s Perfect", un duetto esclusivo con Veronica Vitale prodotto dall'artista italiana che, insieme al bassista Freekbass, la band Funk Squad e Rubberband, rappresenta oggi parte dell’eredità e seguito della Bootzilla Production e Bootsy Collins. Nel 2020 Bootsy fa inoltre uscire un nuovo LP da studio, The Power Of The One, pubblicato per la Sweetwater Studios. Nel 2022 pubblica in collaborazione con la rapper tedesca Fantaazma (Fantasma Goria) il singolo Hip Hop Lollipop (Bootzilla Records), a cui segue nel 2023 il singolo Funk Not Fight (Bootzilla Records), realizzato con Fantaazma e il rapper Baby Triggy. L'11 aprile 2025 esce "Album Of The Year #1 Funkateer" (Roc Nation), nuovo album da studio in cui Bootsy si avvale della collaborazione di artisti a lui da sempre vicini come Dave Stewart degli Eurythmics, Snoop Dogg e Ice Cube.

## Discografia

### Album
| Anno | Performer                | Titolo                                                 | Etichetta             |
| ---- | ------------------------ | ------------------------------------------------------ | --------------------- |
| 1976 | Bootsy's Rubber Band     | Stretchin' Out In Bootsy's Rubber Band                 | Warner Bros.          |
| 1977 | Bootsy's Rubber Band     | Ahh... The Name Is Bootsy, Baby!                       | Warner Bros.          |
| 1978 | Bootsy's Rubber Band     | Bootsy? Player Of The Year                             | Warner Bros.          |
| 1979 | Bootsy's Rubber Band     | This Boot Is Made For Fonk-N                           | Warner Bros.          |
| 1980 | Bootsy Collins           | Ultra Wave                                             | Warner Bros.          |
| 1980 | Sweat Band               | Sweat Band                                             | Uncle Jam             |
| 1982 | William "Bootsy" Collins | The One Giveth,The Count Taketh Away                   | Warner Bros.          |
| 1988 | Bootsy Collins           | What's Bootsy Doin'?                                   | CBS                   |
| 1990 | Bootsy's Rubber Band     | Jungle Bass                                            | 4th & Broadway        |
| 1993 | Zillatron                | Lord Of The Harvest                                    | Rykodysc              |
| 1994 | Bootsy's New Rubber Band | Blasters Of The Universe                               | Rykodisc              |
| 1995 | Bootsy's New Rubber Band | Keepin' Dah Funk Alive 4-1995                          | Rykodisc              |
| 1997 | Bootsy Collins           | Fresh Outta 'P' University                             | Warner Bros.          |
| 1999 | Bootsy's Rubber Band     | Live in Louisville 1978                                | Disky                 |
| 2001 | Bootsy's Rubber Band     | Live In Oklahoma 1976                                  | Funk To The Max       |
| 2001 | Bootsy Collins           | Glory B Da Funk's On Me - The Bootsy Collins Anthology | Rhino                 |
| 2002 | Bootsy Collins           | Play With Bootsy                                       | Warner Bros.          |
| 2006 | Bootsy Collins           | Christmas Is 4 Ever                                    | Evangeline            |
| 2008 | Bootsy Collins           | The Official Boot-Legged-Bootsy-Cd                     | Bootzilla Productions |
| 2011 | Bootsy Collins           | Tha Funk Capital Of The World                          | Mascot                |
| 2017 | Bootsy Collins           | World Wide Funk                                        | Mascot                |
| 2019 | Bootsy Collins           | Bootzilla Records Volume 1                             | Bootzilla Records     |
| 2020 | Bootsy Collins           | The Power Of The One                                   | Sweetwater Studios    |
| 2025 | Bootsy Collins           | Album Of The Year #1 Funkateer                         | Roc Nation            |